# Stazione di Polistena
La stazione di Polistena è una stazione ferroviaria a servizio del comune di Polistena, nella città metropolitana di Reggio Calabria. Si trova sulla ferrovia Gioia Tauro-Cinquefrondi, il cui esercizio è sospeso.

## Storia
La stazione venne inaugurata ufficialmente il 28 marzo 1929, in concomitanza con l'apertura del prolungamento della linea Gioia Tauro-Cittanova, facente parte del più ampio progetto della Trasversale reggina (Gioia Tauro-Gioiosa Ionica), mai completato.
Il servizio ferroviario sulla linea è stato poi sospeso il 6 giugno 2011, a causa delle cattive condizioni dell'armamento, e sostituito da un autoservizio, sempre gestito da Ferrovie della Calabria.
Dal 2021 è concessa a titolo oneroso ad un'associazione locale.

## Strutture e impianti
La stazione dispone di due binari e di due banchine, una laterale, ed una ad isola.
Il fabbricato viaggiatori, rappresenta quello solitamente usato sulle ex Ferrovie Calabro Lucane per le stazioni di medio/grande importanza, con inoltre annesso il magazzino merci.

## Servizi
Prima della chiusura la stazione disponeva di:
- Biglietteria a sportello
- Sala d'attesa